# El último profeta
El último profeta, es un término que se usa en contextos religiosos para referirse a la última persona a través de la cual Dios habla, justamente referenciando que después de esa no habrá otra. La denominación también se refiere a ese profeta que inducirá a la humanidad a juntarse finalmente con Dios.

## Judaísmo
El judaísmo considera a Malaquías el último de los profetas.La sección Nevi'im (נביאים profetas), coloca el Libro de Malaquías en el último lugar.

## Islam
La frase Khatamu ’n-Nabiyyīn ("Sello de los profetas") es un título utilizado en el Corán para designar al profeta islámico Mahoma. Generalmente se interpreta como que Mahoma es el último de los profetas enviados por Dios.

## Cristianismo
La mayoría de las Iglesias cristianas niegan que hubo o habrá un último profeta definido.
La Iglesia ortodoxa sostiene que Malaquías era el "Sello de los Profetas", lo que significa que fue el último de los profetas antes de la venida de Jesucristo.

## Sanatan Dharm (Hinduismo)
En el Hinduismo, la historia de la humanidad se describe en cuatro edades religiosas, que representan un declive gradual en las actividades religiosas, solo para ser renovadas al final para comenzar un nuevo ciclo de las cuatro edades. Al final de Kali Yuga, la edad actual y última de un ciclo, se profetiza que Kalki, el décimo avatar de Bhagwan Vishnu, aparecerá para castigar a los malvados, recompensar a los buenos e inaugurar el Satya Yuga del próximo ciclo. Kalki sería el último avatar del ciclo actual.
Otras tradiciones religiosas han utilizado este u otros términos similares. 
Mani, fundador del maniqueísmo en las religiones iranias, también afirmó ser el Sello de los Profetas y el último profeta.